# Oligocarpa megalorchis
Oligocarpa megalorchis är en sjöpungsart som beskrevs av Hartmeyer 1911. Oligocarpa megalorchis ingår i släktet Oligocarpa och familjen Styelidae. Inga underarter finns listade i Catalogue of Life.